# Robert M. Solovay
Robert M. Solovay (ur. 1938 w Nowym Jorku) – amerykański matematyk specjalizujący się w logice matematycznej. Emerytowany profesor matematyki na Uniwersytecie Kalifornijskim w Berkeley. Znany głównie za wkład w teorię mnogości. Członek Amerykańskiej Akademii Sztuki i Nauki (ang. American Academy of Arts and Sciences).
Doktoryzował się w 1964 na Uniwersytecie Chicagowskim pod kierunkiem Saundersa Mac Lane’a. Wypromował kilkunastu doktorów, wśród jego wychowanków są m.in. Matthew Foreman i William Woodin.

## Ważniejsze osiągnięcia
- Około roku 1965, Robert Solovay i Stanley Tennenbaum rozwinęli metodę forsingu wprowadzając forsing iterowany, aby udowodnić niezależność hipotezy Suslina[2]. We współczesnej terminologii metoda wprowadzona przez Solovaya i Tennenbauma to forsing iterowany z nośnikami skończonymi.
- W 1970, Solovay udowodnił, że zakładając niesprzeczność istnienia liczby nieosiągalnej, istnieje model teorii mnogości, tzw. model Solovaya, w którym wszystkie rzutowe podzbiory prostej są mierzalne w sensie Lebesgue’a i mają własność Baire’a. Następnie udowodnił, że przy tym samym założeniu teoria

 ZF + każdy podzbiór prostej jest mierzalny w sensie Lebesgue’a i ma własność Baire’a
też jest niesprzeczna.
- Solovay razem z niemieckim matematykiem Volkerem Strassenem podali tzw. test Solovaya-Strassena na bycie liczbą pierwszą (inna nazwa: test pierwszości Solovaya-Strassena). Była to jedna z pierwszych efektywnych metod ustalania z dużym prawdopodobieństwem że dana (w założeniu bardzo duża) liczba naturalna jest pierwsza[4].